# شيلي شانون
شيلي شانون (بالإنجليزية: Shelley Shannon)‏ هي ناشِطة أمريكية، ولدت في 31 مارس 1956.